# Mesoleptus subdentatus
Mesoleptus subdentatus là một loài tò vò trong họ Ichneumonidae.